# Triteleia ixioides
Triteleia ixioides är en sparrisväxtart som först beskrevs av Jonas Dryander och William Townsend Aiton, och fick sitt nu gällande namn av Edward Lee Greene. Triteleia ixioides ingår i släktet Triteleia och familjen sparrisväxter.

## Underarter
Arten delas in i följande underarter:
- T. i. anilina
- T. i. cookii
- T. i. ixioides
- T. i. scabra
- T. i. unifolia

## Bildgalleri

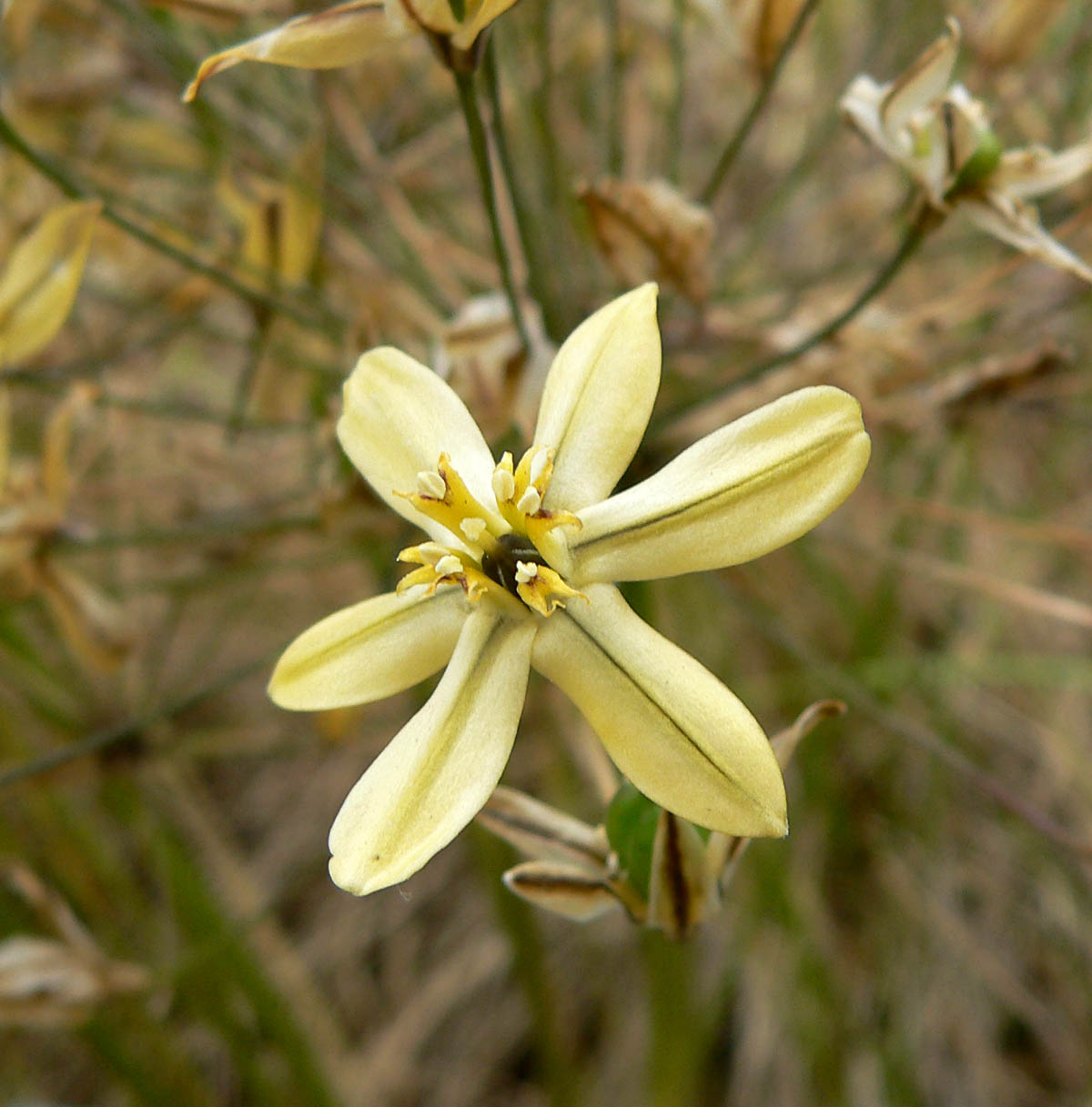
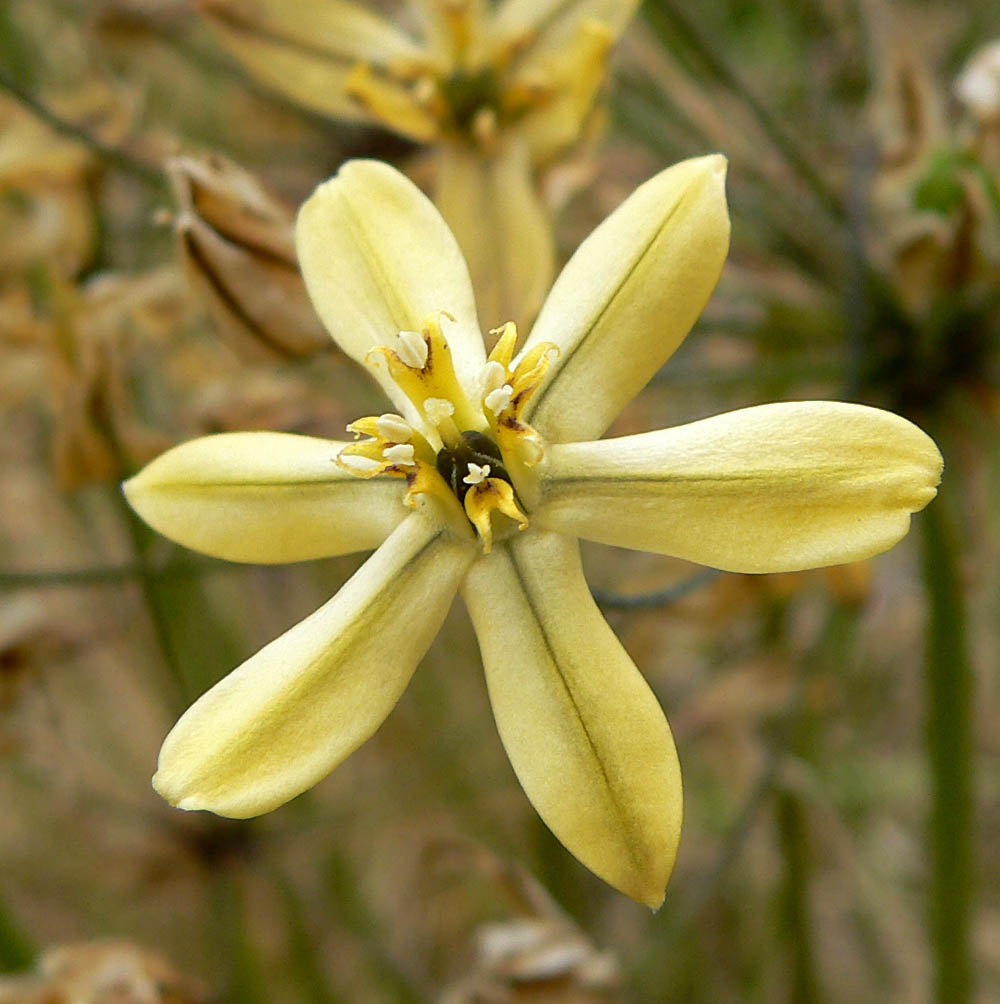
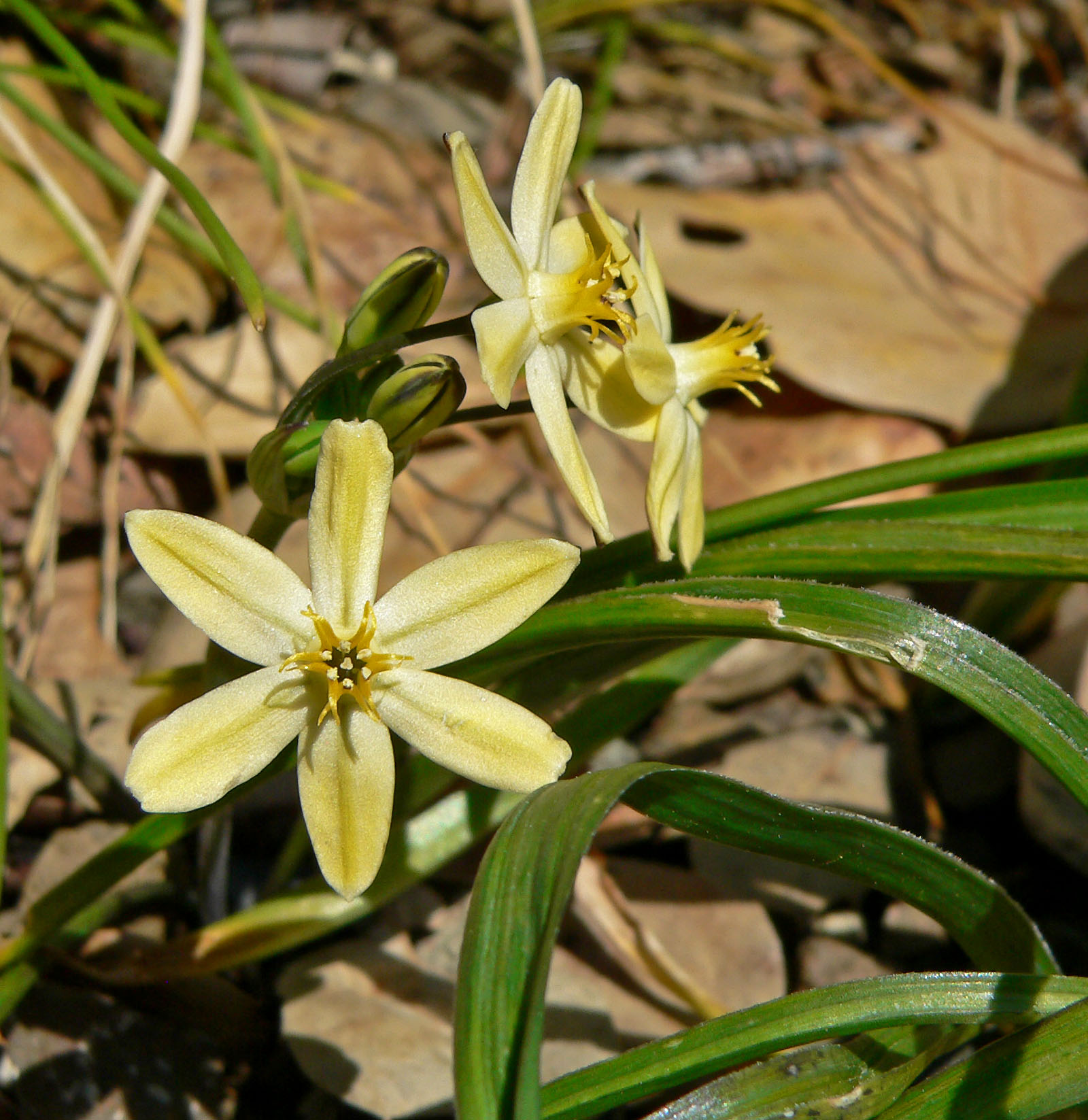
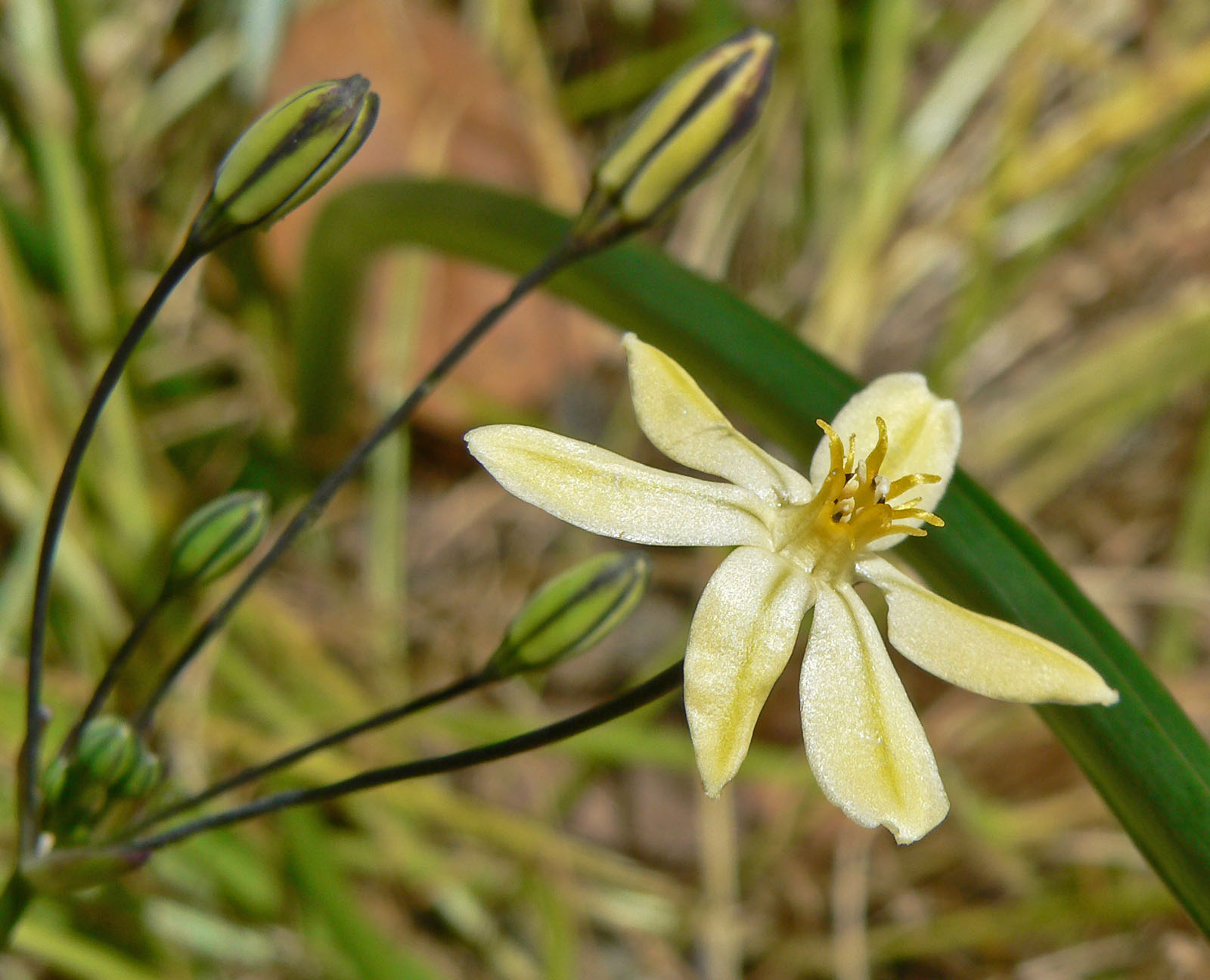
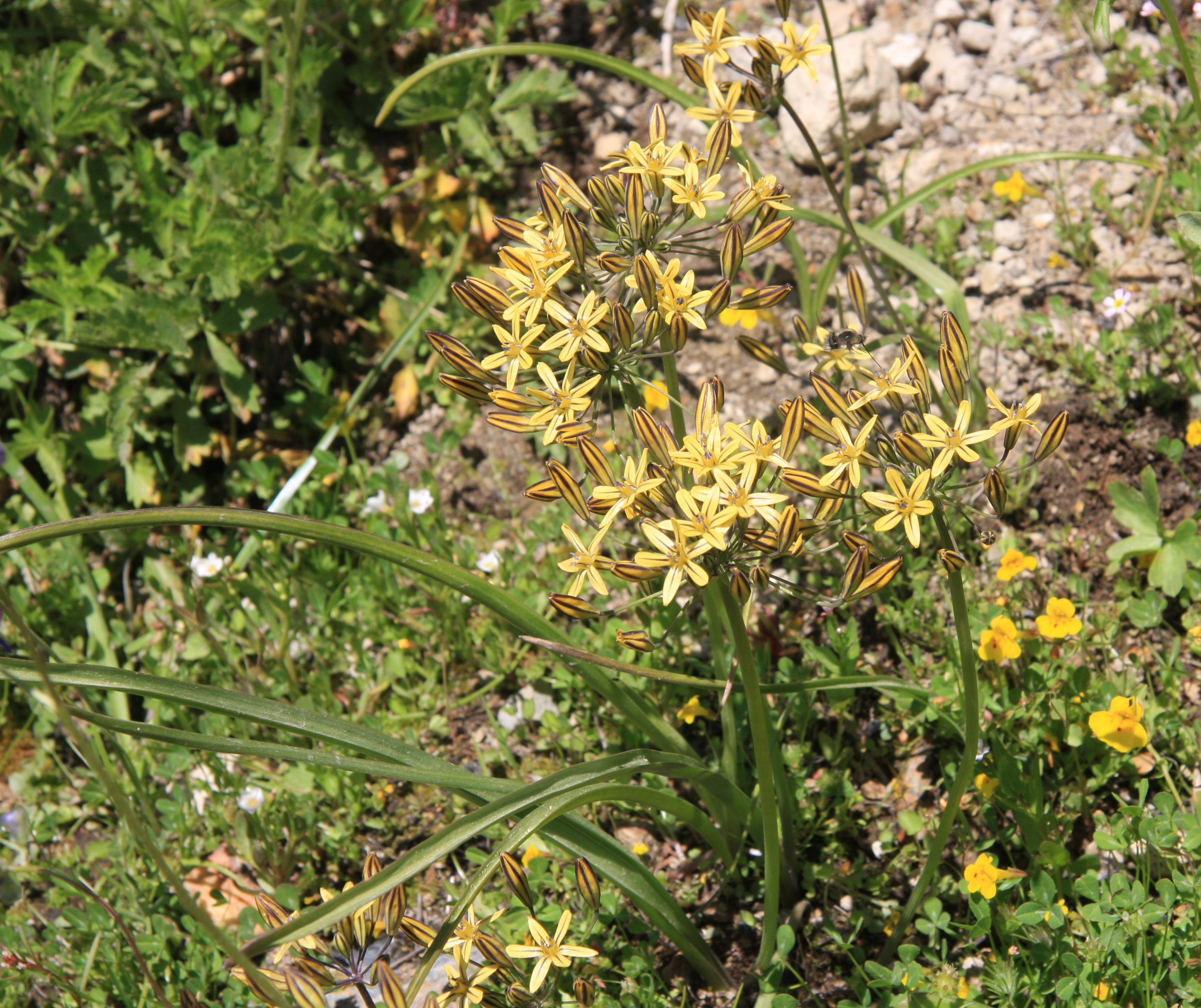
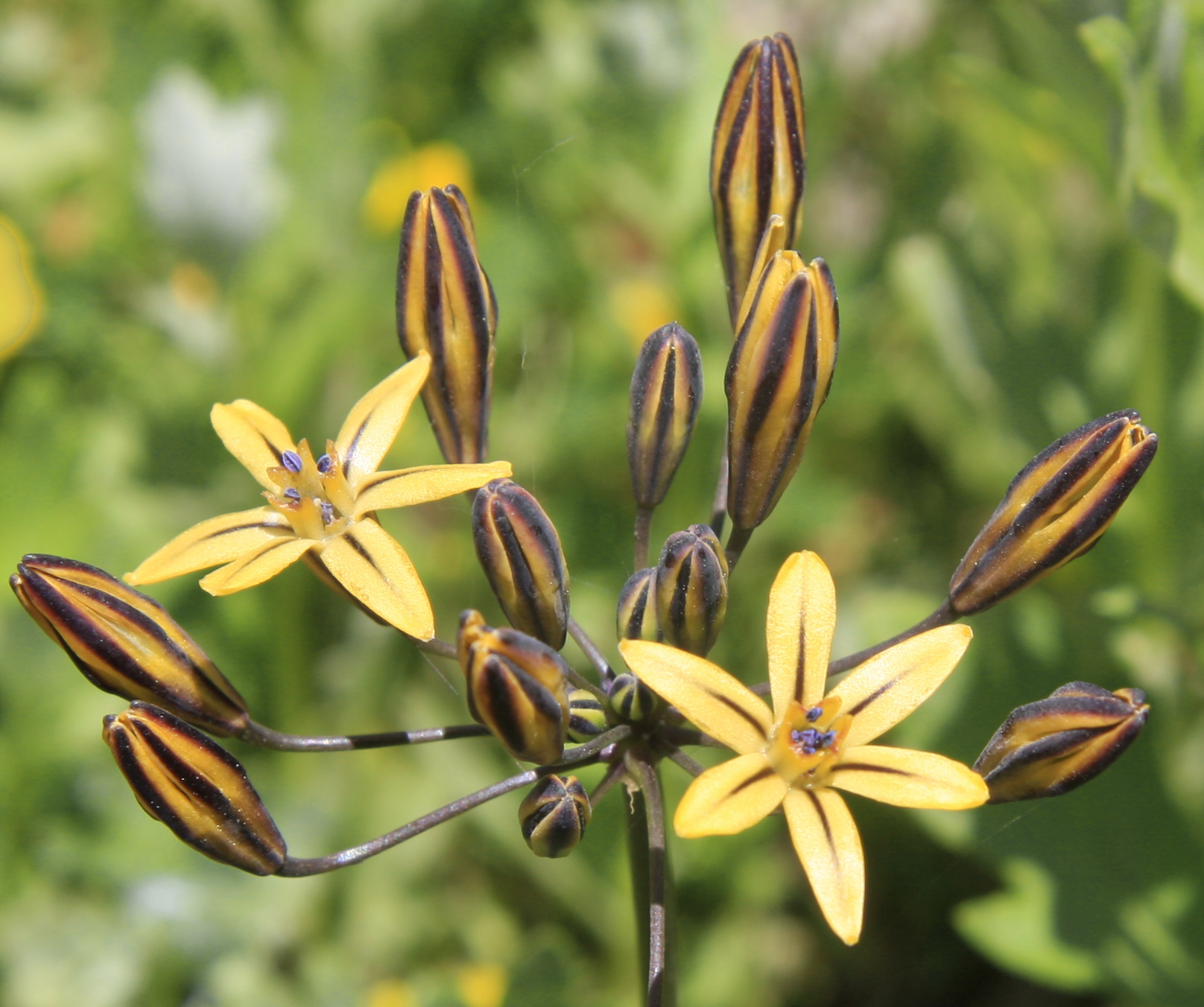